# F1 Circus
F1 Circus (Ｆ－１サーカス?, F-1 Sākasu) è un videogioco di Formula 1 programmato per TurboGrafx-16 da Nihon Bussan e pubblicato da Nichibutsu nel 1990. Successivamente è stato convertito per le piattaforme Nintendo Entertainment System e Sega Mega Drive.

## Lancio del gioco
La prima versione del gioco è stata pubblicata il 14 settembre 1990 ed è basata sulla stagione di Formula 1 del 1991.
Il 7 febbraio 1992 venne lanciata la versione per Nintendo, ma i contenuti di questo gioco erano molto più simili al seguito già uscito per TurboGrafx-16 intitolato F1 Circus '91.

## Caratteristiche del gioco
È possibile scegliere fra tre modalità di gioco:
- Campionato mondiale: si disputa un'intera stagione gareggiando sui vari circuiti in giro per il mondo. Al termine del campionato è anche possibile passare alla stagione successiva in quella che è una vera e propria "modalità carriera". In base ai risultati in pista si può essere licenziati dalla scuderia (in questo caso il gioco termina) oppure ricevere offerte dai team più prestigiosi.
- Gara singola: si sceglie una scuderia e si gareggia in un solo circuito a scelta del giocatore, con tanto di prove libere e prove cronometrate.
- Giro veloce: il giocatore sceglie scuderia e circuito e si cimenta in una serie di giri senza avversari in pista, con il solo scopo di registrare il tempo migliore in assoluto.

Durante i gran premi possono verificarsi tre condizioni meteorologiche:
- Sole
- Pioggia
- Variabile: il cambio delle condizioni, per esempio l'improvviso scoppio di un temporale, costringe il giocatore a un pitstop per montare pneumatici da bagnato.

In caso di incidente, la monoposto può risultare irrimediabilmente danneggiata, nel qual caso il pilota è costretto al ritiro, oppure è possibile riparare il danno recandosi ai box.
I giocatori possono modificare i propri veicoli, per esempio scegliendo l'angolazione degli alettoni e la mescola degli pneumatici.
Il gioco offre una sola visuale dall'alto della monoposto e, mentre si gareggia, i circuiti sono sostanzialmente dei rettilinei interrotti da curve, chicane e tornanti di varia difficoltà.

## Scuderie e piloti
Sebbene indicati con nomi fittizi, sia i piloti sia le scuderie sono facilmente riconoscibili: abbiamo per esempio "Arezi" al posto di Alesi, "Sena" al posto di Senna e "Ferrali" al posto di Ferrari. Inoltre, le livree delle auto sono molto simili a quelle dei loro omologhi reali.